# Rådhuskonditoriet

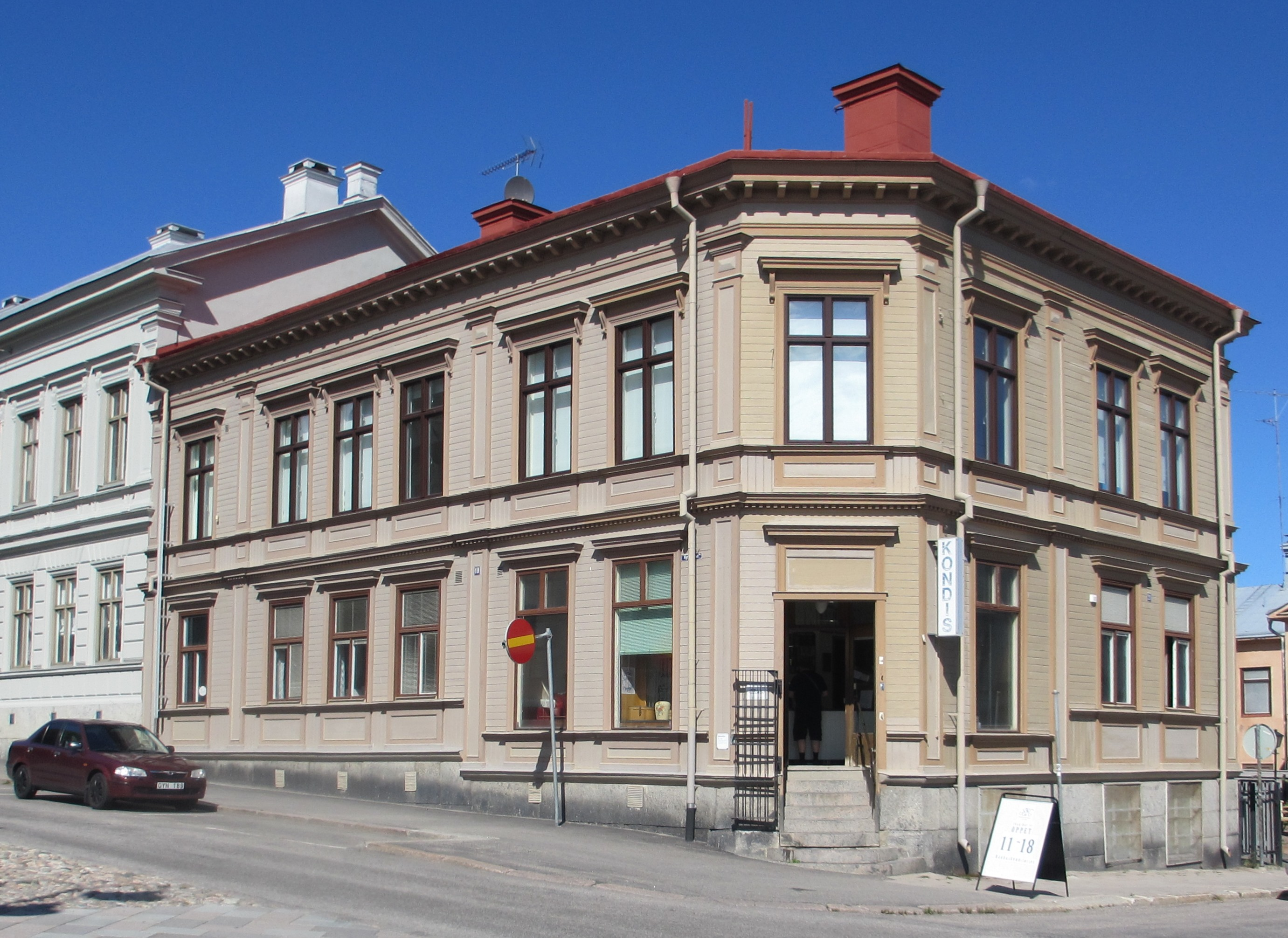
Rådhuskonditoriet (sommaren 2016).

Rådhuskonditoriet är en byggnad och ett konditori i kvarteret Elefanten vid Rådhustorget i Söderhamn.
Byggnaden uppfördes 1877 efter ritningar av Erik Jakobsson som bostad åt handlaren Södergren med familj. Under 1930-talet tillkom ett konditori i bottenvåningen med bageri i källarplanet. Det valmade plåttaket och de utsmyckade fasaderna är typiska för hur en välbärgad borgarfamilj bodde i Söderhamn i slutet av 1800-talet.
Konditoriet blev ett känt besöksmål på grund av sin intakta 1950-talsmiljö med inredning och möbler i galon, stål och trä. I glasskivan i en av serveringsrummets dörrar var rådhusets bild blästrad. Rådhuskonditoriet, som fanns upptaget i White Guide 2013 och 2014 som drevs av Rikard Björkman Holmkvist, stängdes i februari 2015, men återöppnades i ny regi i juni 2016.
De fotoutställningar som föreningen Fotografiska Galleriets Vänner sedan 1981 haft i konditoriets lokaler under namnet Galleri Mazarin har legat nere under den tid konditoriet varit stängt.